# Тукуманский амазон
Тукуманский амазон (лат. Amazona tucumana) — птица семейства попугаевых.

## Внешний вид
Длина тела 30—31 см. Основная окраска оперения тёмно-зелёная, с хорошо заметной тёмной окантовкой перьев. Лоб и темя до середины красного цвета. Крайние маховые, ближе к основанию, имеют участки красного цвета. Кроющие голени оранжево-жёлтые и образуют как бы «штанишки» на зелёном фоне нижней части тела. Рулевые перья зелёные, а на кончиках жёлто-зелёные. Внутренняя их сторона жёлто-зелёных тонов. Клюв светлый, цвета рога. Радужка жёлто-оранжевая, окологлазные кольца голые и белые. Самец и самка окрашены одинаково, различий между ними нет.

## Распространение
Обитает в горных областях на юге Боливии и северо-западе Аргентины.

## Образ жизни
Житель девственных тропических лесов, встречается до высоты 2000 м над уровнем моря. В пищу употребляют семена ольхи и араукариевых. Наряду с этим питаются также различными плодами, семенами, орехами и ягодами других деревьев и кустарников. С наступлением холодного времени года попугаи спускаются из горных лесов в более тёплые по климату леса равнин.

## Размножение
Период размножения приходится на декабрь и январь. В кладке 1—4 яйца. Насиживание длится 27—28 дней.

## Угрозы и охрана
Стал очень редок из-за вырубки леса и незаконного отлова. В природе насчитывается около 5500 птиц.

## Содержание
Этот вид очень редко держат в неволе.